# 파촉어
파촉어(巴蜀語)는 고대 쓰촨성(및 충칭) 지역에서 사용되다가 사라진 것으로 추정되는 중국어 계통의 방언 또는 언어이다. 쓰촨은 고대 파국과 고 촉국 문화의 발원지로서 비교적 고립성을 유지한 지역이다. 서한 조에 양웅(揚雄)이 쓴 <《방언(方言)》에 기록이 등장하며 상고 한어 또는 중고 한어에서 분리되어 독자적으로 발전한 것으로 추정된다. 적어도 명나라 대에는 관화로 대체되어 사라진 것으로 여겨지나, 현대 쓰촨어에 대해서도 파촉어가 흔적을 남겼거나 아예 파촉어의 후예로 볼 수 있다는 주장이 있다.

## 같이 보기
- 쓰촨
- 파 (춘추)
- 고촉 (춘추 전국)